# 海吉毛高什
海吉毛高什，是匈牙利维斯普雷姆州所辖的一个村，总面积7.89平方公里，总人口255，人口密度32.3人/平方公里（2010年1月1日）。